# Abasto (La Plata)
Abasto es una zona perteneciente al partido de La Plata, provincia de Buenos Aires, Argentina a la altura del km 55 de la Autovía 2. 
Está ubicada 15 km al suroeste del centro de la ciudad.

## Población
Tenía una población de 6,799 habitantes (Indec, 2001).

## Toponimia
Debe su nombre a los mataderos emplazados en el lugar y que proveían de carne a la capital de la Provincia de Buenos Aires.

## Historia
Forma parte de la zona que se desarrolló en la línea del entonces Ferrocarril Oeste de Buenos Aires que vinculaba a La Plata con el Ferrocarril del Sud en Brandsen, y a partir de 1889 con Manuel B. Gonnet, City Bell, Villa Elisa.
El 13 de julio de 1882 el gobierno provincial comenzó la construcción de nuevos ramales del ferrocarril que comunicaran a la nueva capital provincial con el Ferrocarril Oeste y el Ferrocarril del Sud. La línea Tolosa (luego La Plata) - Ferrari (Brandsen) se inauguró el 1 de julio de 1883. En este ramal el 11 de mayo de 1885 comienza a construirse el desvío a los mataderos y corrales de abasto de la ciudad y una estación ferroviaria que el 6 de mayo de 1886 fue bautizada como Abasto, la que comienza a prestar todos los servicios desde el 1 de junio de 1886. Con estos hechos comienza a poblarse sus alrededores, concretándose el primer loteo para barrio en 1889 con el nombre de San Ponciano.
Es una zona cultural muy interesante que se encuentra en la ciudad de La Plata donde se realizan festivales de doma y folclore principalmente en el Club Abastense, que data del año 1901. Posee un centro muy pintoresco, con casas de principio de siglo, que está rodeado por una zona de quintas muy tradicionales, como la "Chacra de la Veleta Azul", y el Club de Campo "La Torre". Es un pueblo que sigue conservando al día de hoy, las viejas pulperías, lugar de encuentro para los gauchos de la zona donde se convocan a compartir historias de ayer y hoy. También es para mencionar que el pueblo crece también para las nuevas generaciones, ya que se están realizando obras para que todos puedan tener acceso a la red de gas corriente, algo elemental para el día de hoy. 
Abasto también se destaca por la numerosa presencia de viveros que posee, una industria muy prospera y que día a día está creciendo a pasos agigantados. También es importante destacar que el pueblo posee un autódromo que se utiliza, en mayor medida, por las grandes marcas para realizar pruebas.

## Sismicidad
La región responde a las subfallas «del río Paraná», y «del río de la Plata», y a la falla de «Punta del Este», con sismicidad baja; y su última expresión se produjo el 30 de noviembre de 2018 (6 años), a las 10:27 UTC-3, con una magnitud de 3,8 en la escala de Richter.
La Defensa Civil municipal debe advertir sobre escuchar y obedecer acerca de 
Área de
- Tormentas severas, algo periódicas
- Baja sismicidad, con silencio sísmico de 6 años